# Редінг Тауншип (округ Адамс, Пенсільванія)
Редінг Тауншип (англ. Reading Township) — селище (англ. township) в США, в окрузі Адамс штату Пенсільванія. Населення — 5799 осіб (2020).

## Демографія
Згідно з переписом 2010 року, у селищі мешкало 5780 осіб у 2073 домогосподарствах у складі 1634 родин. Було 2244 помешкання
Расовий склад населення:
| - 95,4 % — білих - 0,6 % — азіатів - 0,3 % — чорних або афроамериканців - 0,1 % — вихідців з тихоокеанських островів - 0,1 % — корінних американців - 2,6 % — осіб інших рас |

До двох чи більше рас належало 1,0 %. Частка іспаномовних становила 5,3 % від усіх жителів.
За віковим діапазоном населення розподілялося таким чином: 26,2 % — особи молодші 18 років, 63,3 % — особи у віці 18—64 років, 10,5 % — особи у віці 65 років та старші. Медіана віку мешканця становила 39,1 року. На 100 осіб жіночої статі у селищі припадало 106,0 чоловіків;  на 100 жінок у віці від 18 років та старших — 101,3 чоловіків також старших 18 років.
Середній дохід на одне домашнє господарство  становив 79 316 доларів США (медіана — 66 806), а середній дохід на одну сім'ю — 87 771 долар (медіана — 68 202). Медіана доходів становила 45 354 долари для чоловіків та 36 915 доларів для жінок. За межею бідності перебувало 3,2 % осіб, у тому числі 2,4 % дітей у віці до 18 років та 3,4 % осіб у віці 65 років та старших.
Цивільне працевлаштоване населення становило 2944 особи. Основні галузі зайнятості: виробництво — 22,6 %, освіта, охорона здоров'я та соціальна допомога — 21,8 %, роздрібна торгівля — 13,2 %, будівництво — 9,1 %.